# Raspailia (Raspailia) muricyana
Raspailia (Raspailia) muricyana is een gewone sponsensoort uit de familie van de Raspailiidae. De wetenschappelijke naam van de soort is voor het eerst geldig gepubliceerd in 2011 door Moraes.